# Græsk-ortodoks ikonografi
|  | Denne artikel handler om religiøse billeder. For andre betydninger, se Ikon. |
En ikon, af græsk εικων, eikon "billede",
er en hellig afbildning især indenfor de ortodokse kirker, sædvanligvis i form af et på træ malet billede; men andre medier som mosaik, tekstiler og endog skulpturer forekommer. Ofte fremstilles Jomfru Maria med Jesusbarnet. Afbildningen betragtes ikke blot som en illustration, men udgør en del af det religiøse budskab og opfattes som en fysisk manifestation af dét, den repræsenterer. I de ortodokse kirker er ikoner sat op på ikonostasen, og i hjemmet kan man finde familieikoner samlet i et specielt hjørne i et rum, et vindue mod himlen, sammen med en brændende olielampe.
På russiske ikoner er de malede personer ofte omgivet af en glorie af værdifulde metaller og ædelstene.
I Østkirken anses ikonerne for hellige og blev gennem middelalderen genstande for stærk dyrkelse. De senere år er betegnelsen ikon også blevet anvendt om dekorative kollager, der fremstiller religiøse eller filosofiske budskaber, eller som blot har en dekorativ funktion uden noget egentligt budskab. Ikoner i denne sidste betydning af ordet fremstilles bl.a af kunstneren Mogens Leander.
- Jomfru Maria med Jesusbarnet. Russisk-ortodoks ikon.
- Jesu indtog i Jerusalem. Ukrainsk ikon fra 1570'erne
- Sankt Nikolaus. Moderne metalikon af den bulgarske kunstner Georgi 'Chapa' Chapkanov. Gilbert House, Stanley, Falklandsøerne.